# Arete (moglie di Alcinoo)
Arete (in greco antico: Ἀρήτη?, Arḕtē) è un personaggio della mitologia greca, sposa e nipote di Alcinoo re dei Feaci e madre di Nausicaa e Laodamante.

## Mitologia
Arete è legata soprattutto alla vicenda narrata da Omero nel libro V dell'Odissea. Dopo il suo naufragio, Odisseo trova ospitalità a Scheria, terra dei Feaci, ove, grazie anche all'intermediazione di Arete verso il marito, ottiene i mezzi per riprendere il suo viaggio di ritorno a Itaca.
In altri miti, Alcinoo ed Arete soccorsero anche Medea.
Secondo la versione di Esiodo, Arete sarebbe stata sorella anziché nipote di suo marito Alcinoo.